# Mismaloya
Mismaloya är en ort i Mexiko.   Den ligger i kommunen Tonalá och delstaten Jalisco, i den centrala delen av landet, 400 km väster om huvudstaden Mexico City. Mismaloya ligger 1 567 meter över havet och antalet invånare är 2 356.
Terrängen runt Mismaloya är platt åt sydost, men åt nordväst är den kuperad. Runt Mismaloya är det ganska tätbefolkat, med 239 invånare per kvadratkilometer. Närmaste större samhälle är Tlaquepaque, 13,2 km väster om Mismaloya. I omgivningarna runt Mismaloya växer huvudsakligen savannskog.